# Hirnsdorf
Hirnsdorf là một đô thị thuộc huyện Weiz thuộc bang Steiermark, nước Áo. Đô thị Hirnsdorf có diện tích 4,53 km², dân số thời điểm cuối năm 2005 là 702 người.